# Lunfardo
El lunfardo és un argot utilitzat a la regió del Riu de la Plata (Argentina i Uruguai), encara que diverses de les seves paraules en el transcurs del segle xx i del present segle, s'han difós a països veïns, com per exemple Xile o Paraguai. Alguns lingüistes, com Fontanella de Weinberg, defensen que el lunfardo és una varietat dialectal del castellà parlat a l'Argentina i a l'Uruguai, o, fins i tot, que es tracta d'una llengua que ha evolucionat a partir d'altres que han exercit llur influència sobre aquesta. Tamburini es refereix al lunfardo com una llengua i l'associa a la "llengua dels immigrants".
El lunfardo va començar com a llenguatge carcerari (gairebé com una germania) dels presos, perquè els guàrdies no els comprenguessin pas a la darreria del segle xix. Moltes de les seves expressions van arribar amb els immigrants europeus (principalment italians). Ara bé, cal tenir en compte que el "cocoliche" no és exactament la mateixa cosa que el lunfardo. Altres paraules van arribar del llenguatge típic dels gautxos. També convé destacar el "vesre", modalitat que permet la generació de noves paraules revessant-ne les síl·labes. Per exemple, «tango» és gotán, «pantalons» és lompa. En francès existeix un joc de paraules similar, conegut com a verlan (de l'envers el revés) com en català diríem 'vesre' en compte de 'revés'.

## Origen i situació actual
Actualment, s'han incorporat qualques paraules del lunfardo al llenguatge habitual de tota l'Argentina i l'Uruguai, mentre que una gran quantitat d'aquestes formes ja han caigut en desús en els ravals o s'han alterat.
El terme "lunfardo" s'ha tornat un sinònim de «parlar de Buenos Aires», encara que aquesta definició dialectal és poc precisa, el parlar de Montevideo també resulta lunfarda, i tot neologisme que hagi arribat a un mínim grau d'acceptació és considerat un terme lunfardo. El lunfardo original es troba immortalitzat en nombroses lletres de tango. Per a preservar aquest llegat cultural, el 21 de desembre de 1962 es va crear l'Academia Porteña del Lunfardo. Hi ha també diccionaris específics de lunfardo que es poden consultar.
Si bé el lunfardo, col·loquialment "lunfa", apareix a Buenos Aires i Montevideo durant la segona meitat del segle xix amb la gran aportació de la immigració italiana (la paraula lunfardo deriva precisament de la llengua llombarda).
El lunfardo també té paraules aborígens, especialment de les llengües quítxua, guaraní i mapudungun. L'etimologia mateixa de la paraula, tal com s'ha assenyalat, deriva de Llombardia, encara que fins a la primeria del segle XX era freqüent entre les poblacions italianes dir "lombardi" (llombards) als hampones (malfactors, delinqüents), potser recordant les invasions llombardes de començament de l'edat mitjana.

## Vocabulari i gramàtica
El lunfardo no té cap ús normatiu i és una forma, en gairebé tots els casos, vulgar. El vesre, una característica del lunfardo que consisteix a jugar amb l'ordre de les síl·labes, és dels termes més freqüents. Així, hi ha moltes paraules com, per exemple: dogor (gordo en castellà), lorca per calor, cobani per abanico, ortiba per batidor, broli per libro, gomia per amigo, dorima per marido, etcètera.
Hi ha un lèxic abundant de paraules amb connotacions econòmiques com ara guita, plata, timba, bacán, bancar (de "banca", vol dir en lunfardo "donar suport"), palo, etcètera. També hi ha un verb relacionat amb el mate, beguda tradicional del Con Sud: ¿vamos a matear [beber un mate] y charlamos? (anem a prendre un mate i xerrem?)
Un exemple de frase lunfarda d'ús quotidià és: Bo. Vení pacá, loco ["flaco" a l'Uruguai]. Traduïda al castellà d'Espanya seria: Oye. Ven para aquí/acá, tío. A l'Uruguai sovinteja la partícula ta. El seu ús és expressiu: Nos vemos esta noche, ¿ta? També s'utilitza la paraula tamos amb gairebé el mateix significat: Pará de cantar, ¿tamos? Una traducció d'aquesta paraula seria el castellà ¿estamos? en el sentido de vale.
El lunfardo hauria adoptat la forma che, també freqüent, per exemple, al País Valencià, que d'origen és amerindi, probablement del mapudungun
En el lunfardo, com en bona part del domini castellà del Riu de la Plata, la segona persona gramatical singular "tu" no s'utilitza pas, ni tampoc el "vosotros"; la segona persona del singular és vos i la segona persona del plural és ustedes. L'ús imperatiu en el voseo llatinoamericà és laburá, amb accent sobre la darrera síl·laba, provinent del voseo arcaic i en eliminar la "d" de la desinència (i.e. laburad es converteix en laburá).

### Influència itàlica
El lunfardo utilitza moltes paraules d'origen italià. Per exemple, laburar (del verb "lavorare", "treballar") en oracions com: Ya fui al laburo [trabajo], on és un substantiu, o en Estoy laburando [trabajando] (Estic treballant, en català), on és un verb en gerundi. Altres conjugacions són: Yo laburo, vos laburás, él/ella labura, nosotros laburamos, ustedes/ellos laburan.
Algunes paraules d'origen italià són linyera, que ve de l'italià linghera, vol dir "vagabund".

### Influència catalana
També s'han registrat paraules d'origen català. Pibe, per exemple, prové del castellà pebete i aquest del català "pevet, que en lunfardo també es diu pebete.

### Altres influències europees
L'expressió bichicome és molt freqüent sobretot a l'Uruguai, i té el significat de "rodamón" o "indigent". Malgrat això, l'origen és l'expressió anglesa "beach comber(s)". També s'utilitza, per extensió, bichicomaje ("desordre i brutícia "). El verb lunfardo bichar (veure), té un origen difús. Altres paraules d'origen anglès són okey, jailaif, de curso (of course), champión (calçats a l'Uruguai), entre d'altres. Del castellà normatiu hi ha paraules que avui es consideren arcaiques o que tenen un altre significat en el llenguatge estàndard. És el cas de gil, per a referir-se a algú "maldestre", "insensat".

### Influència americana
Hi ha moltes paraules americanes. Per dir sol alguns exemples, gurí, del guaraní "nen petit", en femení, gurisa. També és una paraula del guaraní, tapera, que vol dir "casa en ruïnes". També hi ha la paraula guasca, del quítxua, que es refereix al penis dels braus. Per extensió es diu guasca o wask al vit dels éssers humans, sobretot entre l'argot dels joves. Macana ve del Carib, de macana, i significa "fet poc agradable", mentre que el derivat macanudo vol dir "genial". D'altra banda, pilcha és "roba" i pucho és "cigarret" en mapudungun.